# Laboutarie
Laboutarie [labutaʁi] (okzitanisch: La Botariá) ist eine französische Gemeinde mit 508 Einwohnern (Stand: 1. Januar 2022) im Département Tarn in der Region Okzitanien. Laboutarie gehört zum Arrondissement Albi und ist Teil des Kantons Le Haut Dadou.

## Geographie
Laboutarie liegt etwa 19 Kilometer südsüdwestlich von Albi am Assou, der hier in den Dadou mündet, der zugleich die südliche Gemeindegrenze bildet. Umgeben wird Laboutarie von den Nachbargemeinden Sieurac im Norden und Nordwesten, Lombers im Norden und Osten, Saint-Genest-de-Contest im Süden und Südosten sowie Montdragon im Süden und Westen.

## Bevölkerungsentwicklung
| Jahr                      | 1962 | 1968 | 1975 | 1982 | 1990 | 1999 | 2006 | 2013 |
| Einwohner                 | 270  | 303  | 331  | 429  | 381  | 387  | 439  | 483  |
| Quelle: Cassini und INSEE |      |      |      |      |      |      |      |      |

## Sehenswürdigkeiten
- Kirche Saint-Jean-Baptiste
- Pferderennbahn

## Verkehr

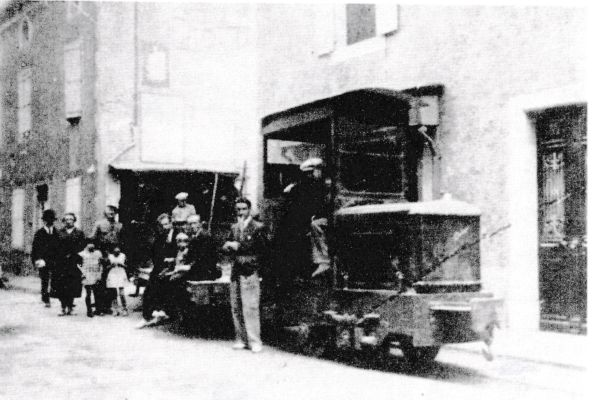
Zug der Schmalspurbahn in Laboutarie

Laboutarie hatte einen Bahnhof an der Bahnstrecke Castelnaudary–Rodez, die im entsprechenden Abschnitt 1993 stillgelegt wurde. Eine schmalspurige, zunächst mit Pferden betriebene Bahn verband den Ort von 1895 bis 1931 mit Graulhet sowie zwischen 1901 und 1933 mit Réalmont (→ Pferdestraßenbahn Réalmont–Laboutarié) verband.